# هارولد رينولدز
هارولد رينولدز (بالإنجليزية: Harold Reynolds)‏ هو لاعب كرة قاعدة أمريكي، ولد في 26 نوفمبر 1960 في يوجين في الولايات المتحدة.

## وصلات خارجية
- هارولد رينولدز على موقعبيزبول رفرنس.كوم (الدوري الرئيسي) (الإنجليزية)
- هارولد رينولدز على موقع مشجعي الرسوم البيانية (الإنجليزية)